# Stadion Charles-Ehrmann
Stadion Charles-Ehrmann nogometni je stadion u francuskom lučkom gradu Nici. Za športske događaje, kao nogometne utakmice i atletska natjecanja, stadion ima kapacitet od 8.000 sjedećih mjesta. S druge strane, za održavanje koncerata stadion može imati kapacitet od 55.000 mjesta. Korisnik stadiona je francuski nogometni klub OGC Nice, koji se natječe u Ligue 1 i ovdje igra svoje domaće utakmice. Stadion je nazvan po lokalnom političaru i učitelju Charlesu-Ehrmannu.

## Poznati koncerti
- Britanski hard rock sastav Deep Purple ovdje je 11. lipnja 1985. održao koncert u sklopu svjetske turneje Perfect Strangers World Tour.
- David Bowie ovdje je održao akustični koncert 17. lipnja 1987. u sklopu turneje Glass Spider Tour.[1]
- Točno godinu dana kasnije, 17. lipnja 1988., koncert je održao Pink Floyd u sklopu turneje A Momentary Lapse of Reason Tour.[2]
- Madonna, "kraljica popa", ovdje je nastupila četiri puta:
  - 31. kolovoza 1987. - turneja Who's That Girl World Tour; isti dan održala je koncert u Parizu pred 130.000 ljudi.[3]
  - 5. kolovoza 1990. - turneja Blond Ambition World Tour[4]
  - 26. kolovoza 2008. - koncert u sklopu turneje Sticky & Sweet Tour posjetilo je 41.438 ljudi.[5]
  - 21. kolovoza 2012. - koncert u sklopu turneje MDNA Tour posjetilo je 29.670 ljudi.[6]